# XVI Brygada Piechoty (II RP)
XVI Brygada Piechoty (XVI BP) – brygada piechoty Wojska Polskiego II RP.

## Historia
XVI Brygada Piechoty została sformowana w maju 1919 roku, w składzie 8 Dywizji Piechoty. Od listopada 1920 roku oba pułki stacjonowały w Dubnie, a w marcu 1921 roku wróciły do Warszawy. W 1921 roku dowództwo VIII BP zostało przeformowane w dowództwo piechoty dywizyjnej 8 Dywizji Piechoty. 21 pułk piechoty pozostał w składzie 8 DP, natomiast 36 pułk piechoty Legii Akademickiej został podporządkowany dowódcy nowo powstałej 28 Dywizji Piechoty. 

## Organizacja XVI BP
- dowództwo XVI Brygady Piechoty
- 21 pułk piechoty[3]
- 36 pułk piechoty[4]

## Obsada personalna dowództwa
Dowódcy brygady
- płk piech. Bolesław Jaźwiński (15 V 1919 – 23 I 1920 → szef Instytutu Wojskowo–Geograficznego)
- płk piech. Fabian Kobordo (22 XI 1919 – 25 II 1920 → dowódca XVII BP)
- płk piech. Bolesław Kraupa (25 II 1920 – 22 I 1921 → w zastępstwie dowódca 8 DP, a następnie dowódca piechoty dywizyjnej 8 DP[5])
- płk piech. Leon Krakówka (w zastępstwie 12 X 1920[b] – 1921 → dowódca piechoty dywizyjnej 1 Dywizji Górskiej)

Adiutanci sztabowi
- por. piech. Roman Matus (1920 – 1921})